# Cratere Xowalaci
Xowalaci è un cratere sulla superficie di Rea.